# Louisette Dussault
 (mars 2023).
Si vous disposez d'ouvrages ou d'articles de référence ou si vous connaissez des sites web de qualité traitant du thème abordé ici, merci de compléter l'article en donnant les références utiles à sa vérifiabilité et en les liant à la section « Notes et références ».
Pour les articles homonymes, voir Dussault.
Louisette Dussault, née le 12 juin 1940 à Thetford Mines et morte le 14 mars 2023 à Montréal, est une actrice québécoise.

## Biographie

### Débuts
Née d'une famille de musiciens de Thetford Mines, Louisette Dussault se destine à une carrière de soprano jusqu'en 1961, date à laquelle elle entre à l'École Nationale de Théâtre du Canada. Ses trois années complétées, elle joue à travers le pays tout entier durant deux ans, dans plus de 200 centres, quelque 400 représentations de spectacles de Molière, Supervielle, Jules Renard et des récitals de chants et poésies qu’elle prépare.
Son physique la prédestinait aux emplois de soubrette et d'ingénue. Mais elle n'accepte pas d'être ainsi cataloguée. Elle participe à de nombreuses créations collectives et à la formation de jeunes compagnies axées sur la création québécoise. Elle peut alors élargir ainsi son registre d'interprète, passant des matrones de 300 livres de Ducharme (Madame de Vaudreuil) aux prostitués vieillissantes de Tremblay (Purple) et aux personnages d'enfants (La Souris verte, l'Oiseau bleu, Jujube).

### Actrice dans diverses compagnies
- À Québec : Trident, la Bordée, Théâtre des fonds de tiroir.
- À Sherbrooke, Au sang-neuf, Entre chien et loup, Petit théâtre de Sherbrooke.

Pièces des auteurs européens ou américains : Molière, Eugène Ionesco, Maeterlinck, Sacha Guitry, Georges Feydeau,Eugène Labiche, Arrabal, Jean de Létraz, Vitrac, Giraudoux, Alberti, Dario Fo, Lorca, Pavel Kohout, Ghelderode, Tolstoï, Aristophane, Tennessee Williams, Simon, Orton,
et des auteurs québécois : Ducharme, Garneau, Germain, Barbeau, Turgeon, Godbout, Lelièvre, Jasmin, Mercier, Gagnon, Marchessault, Duchesne, Ronfard, Cauchy
.
Elle travaille sous la direction des metteurs en scène de théâtre : Ronfard, Brassard, Roux, Millaire, Germain, Hoffman, Cartier, Bastien, Faucher, Roussel, Lepage, Barbeau, Rossignol, Nadon, Robinson, Montmorency, Rossi, Maher, Dubois.
ou pour le cinéma avec : Godbout, Lamothe, Fernand Dansereau.

### Fondatrice de compagnies théâtrales
Mais c'est surtout au Théâtre québécois que Louisette Dussault consacre ses énergies: avec des camarades elle fondera trois compagnies de Théâtre à la vie trop brève : l'Amorce, le Huitième étage mais surtout elle sera cofondatrice des Enfants de Chénier et de leur Grand Spectacle d'adieu, Si Aurore m'était contée deux fois, création collective et Si les Sanssoucis s'en soucient de Jean-Claude Germain. 
À la même époque, elle crée avec Michel Tremblay :
- Les Belles-sœurs,
- Lysistrata,
- Demain matin Montréal m'attend ,
- Mystère bouffe (adaptation libre de Tremblay d'après Dario Fo)

### Engagement féministe
Elle participe à la création d'un des premiers collectifs féministes québécois créé au TNM et joué partout au Québec : La Nef des sorcières (1976). En 1978, la pièce de Denise Boucher Les fées ont soif, une œuvre qui a soulevé de véhémentes protestations. Cela n'empêche pas Louisette Dussault de soutenir ardemment la pièce et d'interpréter le rôle si contesté de la statue de la Vierge Marie.

### Actrice de théâtre
En janvier 1978, sous la direction de Jean-Luc Bastien, elle sera avec Paul Savoie de l’ouverture de la salle Fred Barry, théâtre de création, avec Encore un peu de Serge Mercier. C’est d’ailleurs là qu’elle créera son spectacle solo Moman au printemps 1979 qu’elle tournera au Québec, au Canada et dans plusieurs pays francophones. 
Sera Thérèse Magneau dans Victor ou les Enfants au pouvoir  au TNM, Rose Ouimet, dans 
Les Belles-sœurs au Bois de Coulonges pour le quinzième anniversaire de cette pièce (1984). En 1985, elle sera du spectacle-gala 25e anniversaire de l'École nationale de théâtre du Canada : Avant la nuit ... Offenbach, de Michel Garneau au Rideau-Vert, en tournée à travers le Canada. À l’été 1986, elle joue Les Célébrations au théâtre du Sang-Neuf de Sherbrooke. À la NCT, Journal d'Adrien Mole 13 3/4, à la cie. Jean Duceppe : Biloxi Blues et Ce soir on danse. Au théâtre du Rire : What the Butler Saw.
Au théâtre d'Aujourd'hui, en 1990, elle créera de Jovette Marchessault : Le Voyage magnifique d'Emily Carr, prix du Gouverneur général du Canada. En 1995, Destination Dragon au Petit Théâtre de Sherbrooke et en tournée Canada et Europe, elle jouera successivement 
- On court toujours après l'amour 1997,
- création de Tricoté serré 1998 gagnant du Masque du Public
- reprise de Moman au Théâtre Denise-Pelletier 1997, au Petit Théâtre de Sherbrooke, à Québec et en tournée à travers le Canada,
- La Mandragore de Jean-Pierre Ronfard et
- met en scène Barbe Bleue et durant le dernier été du millénaire, elle joue aux côtés de Claude Michaud : Un coup sur le ciboulot au théâtre St-Sauveur.

### Autrice et metteuse en scène
Son cheminement devait inévitablement l'amener à l'écriture. Une première série sur la musique pour la télévision de Sherbrooke en 1960, lui avait donné la piqûre. En 1976 et 1977, elle écrit deux monologues qu'elle interprétera également pour La Maisonnée à Radio-Québec et en 1979, un premier spectacle solo Moman dans lequel elle tente de cerner la femme dans ses gestes quotidiens et de défaire par le rire quelques-uns de ses conditionnements les plus ancrés.
Moman a eu beaucoup de succès au Québec, au Canada ainsi qu'à l'étranger, notamment au Festival mondial de Nancy en 1980, obtient le deuxième prix d'interprétation au Festival international de Sitges (Espagne) en 1982, se rallie la critique parisienne lors de son passage au Lucernaire 1982-83 et poursuit une tournée à travers la France, la Suisse, la Belgique et en Algérie.
Auteure et metteure en scène d'un spectacle au Conservatoire d'Art dramatique de Montréal: Les nouveaux rapports... c'est cool, ben cool (novembre-décembre l983) elle le coproduira, le mettra en scène à nouveau et le fera jouer au Théâtre de la Licorne en septembre 1985 et à l'UQAM en mars 1991, sous le titre Les nouveaux rapports...où ça ?!?
Elle adapte et joue un opéra de Cimarosa : Le Mariage secret en septembre 1984.
En mars et avril 1987, elle écrit et joue Pandora ou mon p'tit papa au théâtre d'Aujourd'hui.
En 1987, elle met en scène et produit son spectacle en anglais Mommy à Toronto, North Hatley et Ottawa.

### Séries télévisées
À partir de 1966, Louisette Dussault joue dans de nombreuses séries télévisées. Durant cinq ans, Louisette est quotidiennement La Souris verte tant aimé des enfants et des grands. Puis ce sera : Picotine, Gutenberg, Chez Denise. Elle est Mado du Parc des Braves et Micheline de Chop Suey. Elle sera quotidiennement Marilyn durant trois ans, à la télévision de ICI Radio-Canada Télé, anime une émission sur les célibataires : Solo à Canal Vie.
En l’an 2000, elle deviendra l’une des Super Mamies et en 2003, sera de l’excellent Rumeurs.
Des téléfilms : 
- À cause d'elle ;
- Le Cœur découvert ;
- Le Grand Jour ;
- L'Incompris.

Des miniséries dont : 
- Comment acheter son patron.

Elle coproduit avec Télé-Québec, scénarise et joue un document : AFEAS, 20 ans déjà.
Ce qui lui a particulièrement tenu à cœur fut la création de la série télévisée de Télé-Québec C'est la vie avec comme coanimateur, coscripteur et coïmprovisateur Marcel Sabourin.

### Cinéma
Au cinéma, où elle a débuté comme script-assistante et assistante à la production, elle jouera dans : Poussière sur la ville, IXE-13, Bingo, Françoise Durocher, Waitress, Le soleil se lève en retard, L'Absence, Joe,  (qui lui vaut le premier prix d'interprétation féminine à Yorkton 1982 et prix d'excellence AMTEC) Le dernier havre, Simon les Nuages, elle écrit le scénario de L'étau-bus extrait de son spectacle Moman qui lui vaudra de nombreux prix. 
Elle incarnera Laure Gaudreault dans le film de Iolande Rossignol. Elle sera du Silence des fusils, de L'Homme idéal, Nuit de noces et Secret de banlieue. Elle sera de la coproduction franco-québécoise L'Incompris. et en 2004 : Dans l’œil du chat, La Brunante. Elle est à scénariser un téléfilm sur les adolescents.

### Mort
Louisette Dussault meurt le 14 mars 2023 à l'âge de 82 ans.

## Engagement social
Louisette Dussault s'est beaucoup amusée comme candidate rhinocéros, en 1971. Après la venue de ses deux filles jumelles, en 1974, elle fondera, avec des camarades, une garderie, se présentera comme candidate aux élections scolaires de Cowansville, en 1986, sera déléguée de l'Union des Artistes auprès du Conseil québécois du Théâtre, et animera une rencontre avec les médias écrits. 
Présidente de deux campagnes de levée de fonds pour l'Arrêt-source, maison pour jeunes itinérantes, elle écrit régulièrement des interventions-spectacles pour des congrès s'interrogeant sur les progrès sociaux : fédération des CLSC, mouvement Naissances-Renaissance, Enseignement aux Adultes... En 1994 : marraine de la semaine de la Fondation Québécoise de la Maladie mentale, elle écrit et coproduit avec Radio-Canada, une émission sur les autistes.
Et fut de mai 1994 à mai 1996, la présidente du Conseil québécois du théâtre. Elle s'impliquera particulièrement dans le dossier des Arts à l'École et présentera d'ailleurs un mémoire aux États généraux sur l'Éducation. Au référendum 1995, elle fera partie de l'autobus des Femmes pour la Souveraineté et sera coprésidente du comité régional de Montréal avec M. Marcel Masse.
En mai 1996, elle siège comme représentante artistique du Québec à la commission internationale de théâtre francophone, la CITF, dont elle devient, en janvier 1998, la présidente. Elle s’emploie, durant son mandat, à encourager les coproductions multi-ethniques permettant d’enrichir le travail de chacun. Elle encourage la participation accrue des pays africains et s’emploie à donner à la CITF, des règles et des statuts, réglementant le temps des délégations pour permettre l’accession à de plus jeunes délégués enthousiastes et également dédiés.

## Filmographie

### Cinéma
- 1968 : Poussière sur la ville d'Arthur Lamothe : la serveuse
- 1972 : Françoise Durocher, waitress d'André Brassard : l'une des Françoise Durocher
- 1972 : IXE-13 de Jacques Godbout : chauffeuse de taxi
- 1974 : Bingo de Jean-Claude Lord : Marie
- 1976 : L'Absence de Brigitte Sauriol : Hélène
- 1977 : Le soleil se lève en retard d'André Brassard : serveuse du restaurant
- 1983 : Bonheur d'occasion de Claude Fournier : vendeuse de journaux
- 1983 : Rencontre avec une femme remarquable d'Iolande Cadrin-Rossignol : Laure Gaudreault
- 1983 : L'Étau-bus d'Alain Chartrand : mère
- 1986 : Le Dernier havre de Denyse Benoît : rôle inconnu
- 1990 : Simon les nuages de Roger Cantin : Mme Cadotte
- 1996 : Le Silence des fusils d'Arthur Lamothe : Mme Filteau
- 1996 : L'Homme idéal de George Mihalka : femme du confrère
- 1997 : L'Incompris de Luigi Comencini : Mme Solange
- 1998 : Le Chat de neige (Snow Cat) :  (voix)
- 2001 : Nuit de noces d'Émile Gaudreault : Simone
- 2002 : Secret de banlieue de Louis Choquette : Liette Rivard
- 2004 : Dans l'œil du chat de Rudy Barichello : Fabienne
- 2006 : La Brunante de Fernand Dansereau : rôle inconnu

### Télévision
- 1964 - 1971 : La Souris verte : la souris verte
- 1972 - 1975 : Picotine : Jujube
- 1979 - 1982 : Chez Denise : Thérèse Tremblay
- 1982 - 1987 : Peau de banane : Mme Omer Beaudry
- 1984 - 1988 : Le Parc des braves : Mado Coulombe
- 1984 - 1988 : À plein temps
- 1987 - 1994 : Chop Suey : Micheline Gagnon
- 1991 - 1994 : Marilyn : Marilyn Turgeon
- 1995 - 1996 : Les Héritiers Duval : Reine Lorange
- 1995 - 2002 : Bouledogue Bazar : Julienne
- 1997 - 1998 : Maman chérie : Simone
- 1998 - 2006 : KM/H : Françoise
- 2002 - 2003 : Les Super Mamies : Denise Laforêt
- 2002 - 2008 : Rumeurs : Évelyne Dumais
- 2003 - 2009 : 450, chemin du Golf : Colette
- 2005 : Il était une fois dans le trouble : Lise
- 2006 - 2007 : Pure laine : Mme Arsenault
- 2007 - 2008 : Les Étoiles filantes : Jocelyne Préfontaine
- 2007 - 2014 : Destinées : Brigitte Pronovost
- 2008 - 2010 : Roxy : Jacqueline
- 2010 - 2014 : Trauma : Cécile Meilleur
- 2013 : Mon meilleur ami : Micheline
- 2013 : L'Auberge du chien noir : Hortense Bouchard

## Distinctions
- Pour Moman
  - Spectacle « chouchou » du Festival de Nancy, France. 1980
  - 2e prix ex æquo du Festival de Sitges, Espagne. (1982)

- Pour Joe
  - 1er prix interprétation féminine, 1982, Festival de Yorktown, Saskatchewan, Canada.

- Pour L’Ètaubus
  - Prix Annik, 1983 Radio-Canada.
  - Prix du public 1985, Belfort, France.
  - Prix du public 1985, Clermont-Ferrand, France.

- Pour la télévision
  - Nomination aux Gémaux pour Le Parc des Braves Radio-Canada
  - Quatre nominations aux Gémaux pour Marilyn Radio-Canada.

- Pour son engagement dans le domaine des arts et cultures
  - Prix Gascon-Thomas, l’École nationale de théâtre, 1995
  - Prix Victor-Morin, Société St.-Jean-Baptiste, 1995
  - Prix Méritas, (Le «Y » des Femmes, arts et culture) 1996
  - Chevalier des Arts et des Lettres de France, 2002

- 1997 - Prix Victor-Morin